# Prosopocera argus
Prosopocera argus är en skalbaggsart som först beskrevs av Carl Gustaf Thomson 1868.
Prosopocera argus ingår i släktet Prosopocera och familjen långhorningar. Artens utbredningsområde är Gabon, Malawi och Nigeria. Inga underarter finns listade i Catalogue of Life.